# Castillo de Adhémar

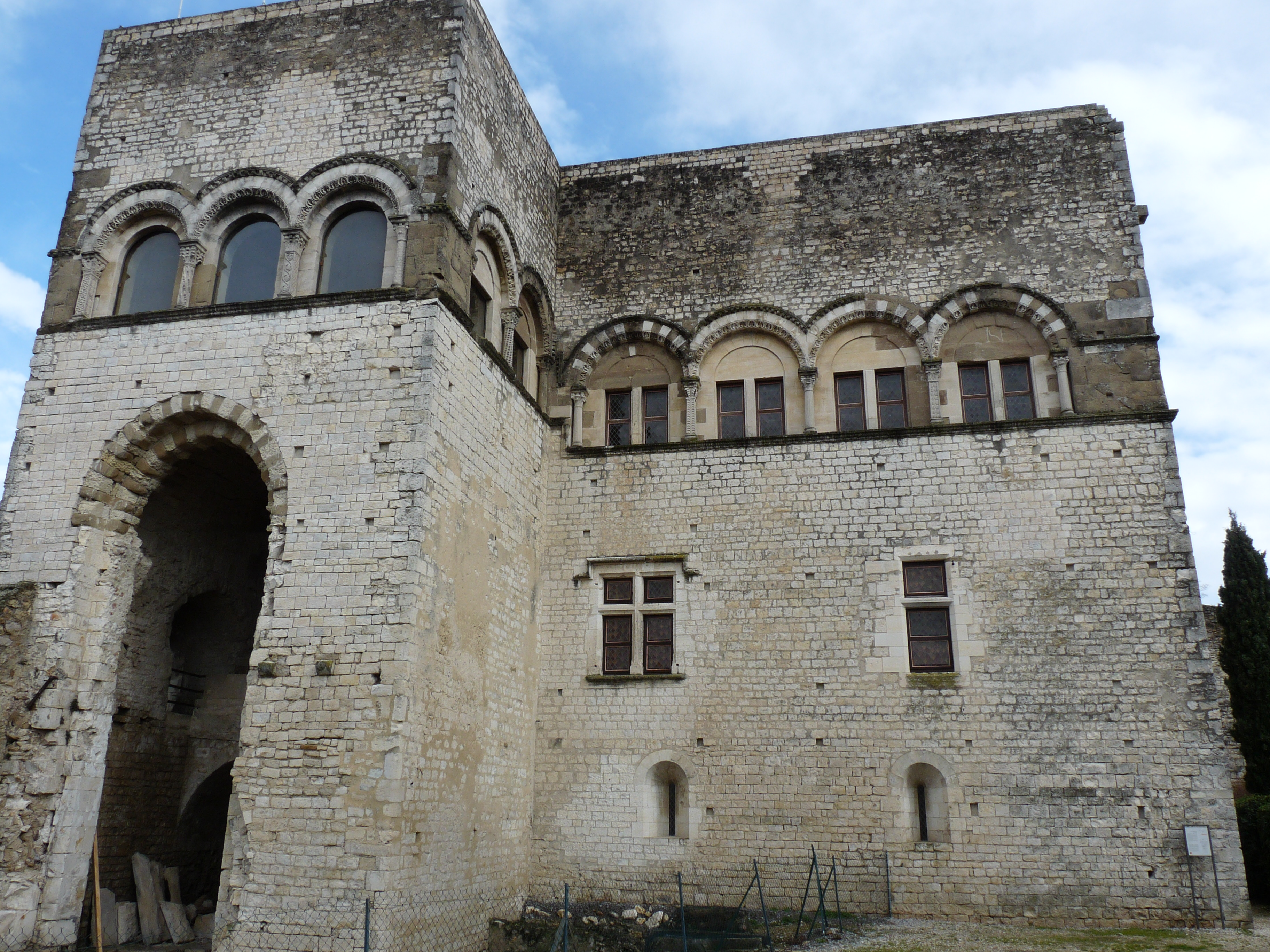
Vista del castillo de Adhémar.

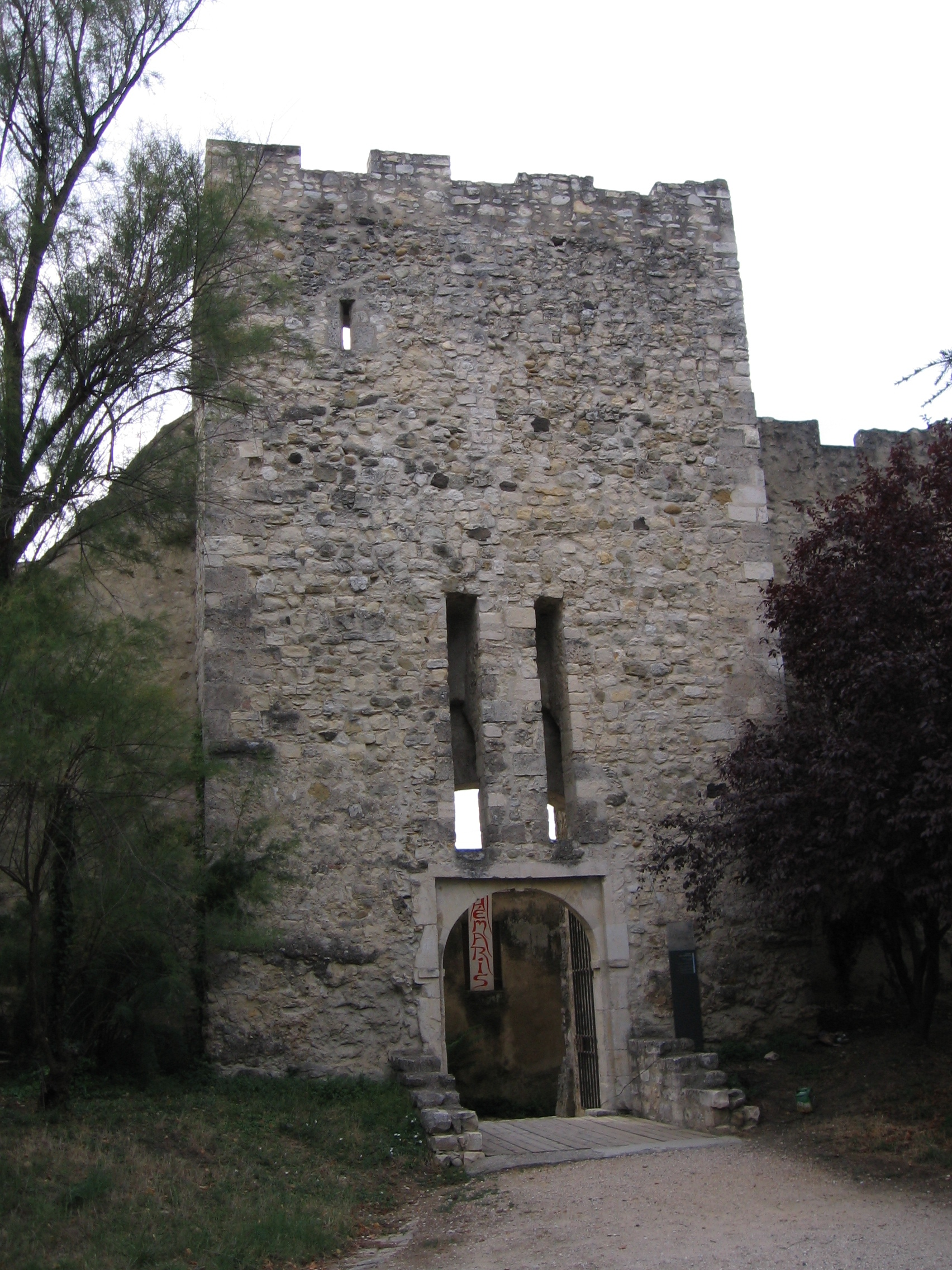
Otra vista del castillo.

El castillo de Adhémar (en francés, Château des Adhémar), situado en la comuna francesa de Montélimar, fue construido en el siglo XI por el conde de Toulouse, el duque de Narbonne. En el siglo XII pasó a manos de Adhémar de Monteil, señores de Rochemaure y luego a Adhémar de Monteil, señores de Grignan.
El Castillo de Montélimar es un notable ejemplo de arquitectura románica del sur. Este palacio medieval del siglo XII está formado por una muralla fortificada, una casa señorial con hermosas aberturas semicirculares, una torre del homenaje y una capilla románica.
Hogar de los Adhémars de Monteil, posesión papal y luego Dauphinoise, el castillo fortificado se convirtió a finales del siglo XVI en una ciudadela con poderosos bastiones. Transformado en prisión de 1791 a 1926, fue catalogado como monumento histórico en 1889 y adquirido por el Departamento de Drôme entre 1947 y 1955.
El castillo fue construido en distintos tiempos. El primer castillo data del siglo XI; no hay restos de él. Se trataba de un terrón (una torre de homenaje construida sobre un terrón y protegido por un talud de tierra y un foso ancho). Entre esta torre primitiva y la capilla de Santa Guitte o de San Miguel se encontraba la casa de Lord.
En la segunda parte del siglo XII, los Adhémar, quienes estaban en su apogeo, construyeron un palacio en forma de L que todavía adorna las tierras altas de Montélimar. Es el único vestigio del castillo del siglo XII; los otros elementos y estructuras que hoy en día la rodean son posteriores. El castillo estaba rodeado por almenas desde su origen. La casa del Lord fue reconocida como monumento histórico en 1889.
En el siglo XIV la torre de Narbonne fue construida. Esta torre se encontraba a pocos metros al norte del recinto señorial. Es la única parte que aún subsiste de un castillo aparte de los condes de Valentinois. El viejo castillo pertenecía entonces al Papa, y fue destruido, a excepción de una torre, hacia 1452 bajo la orden del duque de Lesdiguières, el jefe de armas protestante de Delfín para sustituirlo por una fortaleza más moderna.

## Centro de arte contemporáneo
Propiedad del departamento de Drôme desde 1965, el castillo de Adhemar acoge desde 2000 un centro de arte contemporáneo. Es parte del proyecto de los tres castillos departamentales (Montélimar, Grignan, Suze-la-Rousse), cuyo objetivo es cruzar la creación contemporánea y conservar el patrimonio.
Desde su creación, se han realizado más de cincuenta exposiciones con artistas nacionales e incluso de fama internacional (John Armelder, Daniel Buren, Felice Varini, Ann Veronica Janssens, Olga Kisseleva…), y de jóvenes creadores (Delphine Balley, Le Gentil Garçon, Marie Hendriks, Emmanuel Régent…).

### Exposiciones
- 2001: André Morin, Alberto Giacometti, Ange Leccia, Laetitia Benat, Nicolas Delprat
- 2002: Danielle Jacqui, Daniel Buren, Ivan Fayard, Patrick Tosani
- 2003: Krijn de Koning, Felice Varini, Jean-Luc Moulène, Damien Beguet
- 2004: Virginie Litzler, Alexandre Ovize, Nicolas Prache, Sarkis, Adam Adach, Stéphane Calais
- 2005: Delphine Balley, Clare Langan, Christine Laquet, Stéphanie Nava, Tadashi Kawamata, Françoise Quardon, Pierre David
- 2006: Alina Abramov, Armand Jalut, Aurélie Pétrel, Bernhard Rüdiger, David Renaud, Philippe Durand
- 2007: Eoin Mc Hugh, Le Gentil Garçon, Marie-José Burki, Etienne Bossut
- 2008: Cécile Hesse, Gaël Romier, Sophie Lautru, John Armleder, Lilian Bourgeat, Christine Rebet
- 2009: Jean-Louis Elzéard, Magali Lefebvre, Sarah Duby, Xavier Veilhan, Jean-François Gavoty, Loris Cecchini, Yvan Salomone, Delphine Gigoux-Martin, Gilles Grand, Benjamin Seror
- 2010: Julien Prévieux, Pierre Malphettes, Delphine Balley, Yan Pei Ming
- 2011: Victoria Klotz, Ann Veronica Janssens, Betty Bui, Eric Rondepierre
- 2012: Guillaume Bardet, Olga Kisseleva, Emmanuel Régent, Marie Hendriks
- 2013: Mehdi Meddaci, Guillaume Bijl, Mat Collishaw, Glenda León.